# Aphrodisium albardae
Aphrodisium albardae är en skalbaggsart som beskrevs av Conrad Ritsema 1888. Aphrodisium albardae ingår i släktet Aphrodisium och familjen långhorningar. Inga underarter finns listade i Catalogue of Life.